# Bothriechis nigroviridis
Bothriechis nigroviridis là một loài rắn trong họ Rắn lục. Loài này được Peters mô tả khoa học đầu tiên năm 1859.

## Hình ảnh

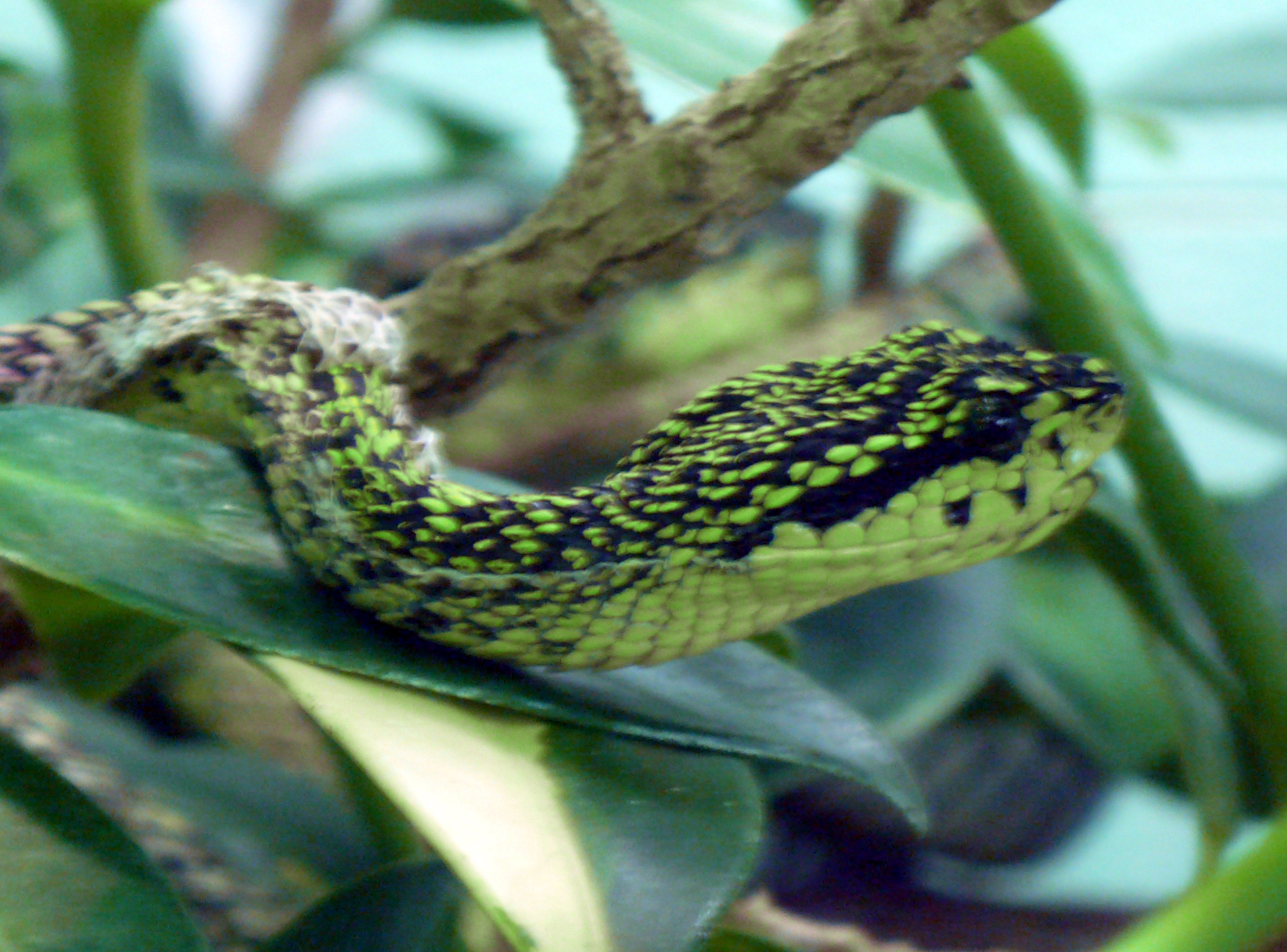
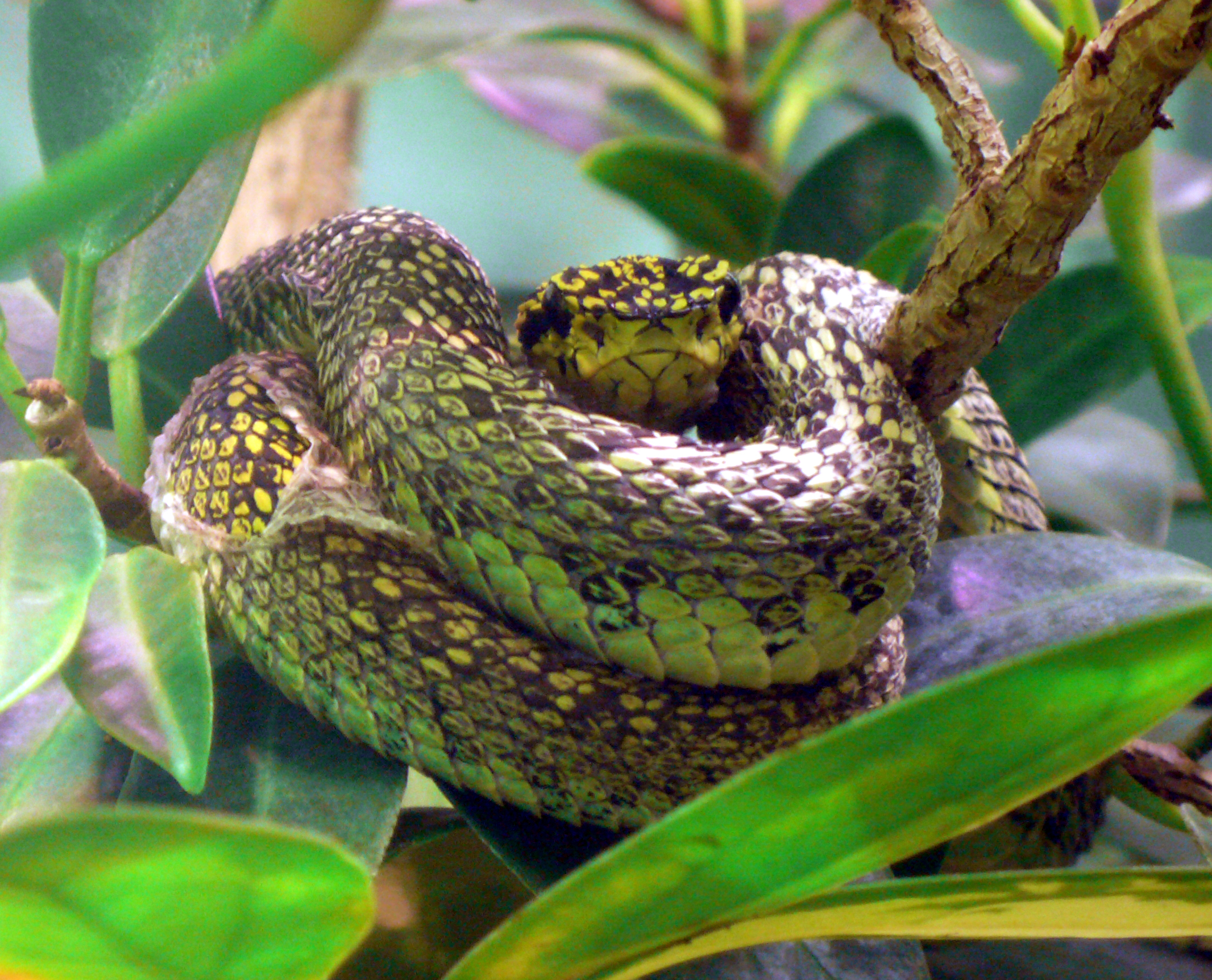